# Topònims de Bertí

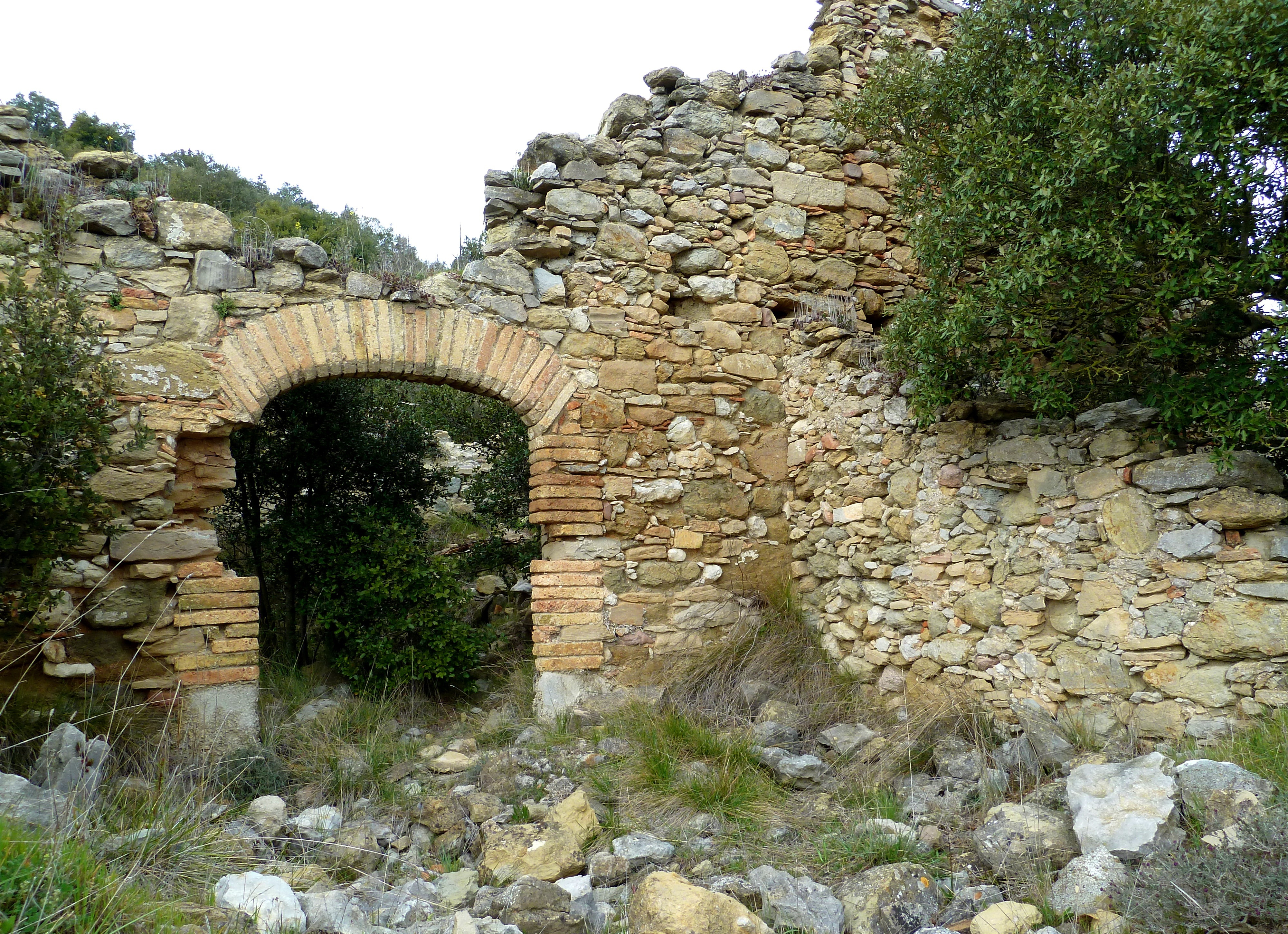
Ca l'Esmolet

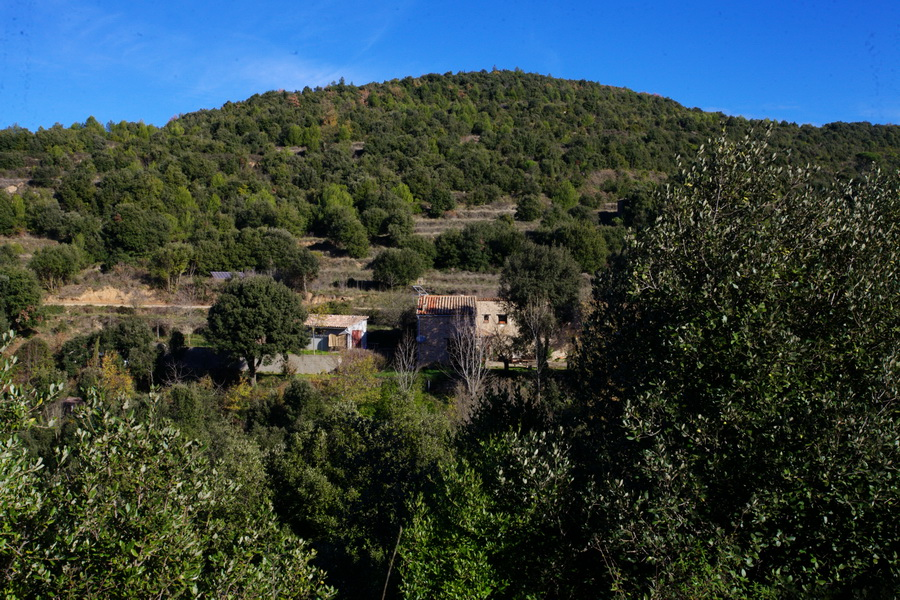
Cal Mestret

Els topònims del terme del poble rural de Bertí, del terme municipal de Sant Quirze Safaja, de la comarca del Moianès.

## Edificis
- El Clascar, mas transformat en castell a principi del segle xx[2]
- Església de Sant Pere de Bertí, abanadona[3]
- Capella d'El Sant Crist del Clascar[4]

### Masies (pel que fa a l'edifici)
- Bernils (d:Q11909200)[5]
- Can Borra (d:Q17589468)
- Can Canel·la (d:Q11911555)
- Can Carrau (d:Q11911566)
- La Casanova (d:Q11930351)
- La Caseta (d:Q17616093)
- El Clascar[6]
- Ca l'Escolà (d:Q11910341)
- Ca l'Esmolet (d:Q11910342)
- La Feu (d:Q11930479)
- Cal Magre
- Cal Mestret (d:Q11910675)
- Can Niolda (d:Q17590758)
- L'Onyó (d:Q11930168)
- Puigciró (d:Q11943816)
- Cal Quitzo
- Cal Regàs (d:Q11910742)
- Can Rellamat (d:Q11911792)
- Can Rombella (d:Q11911807)
- Cal Rosso (d:Q11910747)
- Can Saloma (d:Q17591855)
- La Serra (d:Q11930798)
- El Soler de Bertí (d:Q11918584)
- El Sot del Grau (d:Q17615734)
- El Traver (d:Q11918633)
- L'Ullar (d:Q17607575)
- Can Volant (d:Q11911877)

## Geografia

### Boscs
- Bosc del Clascar[7]
- Bosc Negre[8]
- El Pinar

### Camps de conreu
- Artiga del Pere
- Camps de Cabanyals
- Camps de Ca l'Esmolet
- Camps de Cal Magre
- Camps de Can Volant
- Camps del Clascar[6]
- Camp d'en Coll
- Camp del Mill
- Camp de Sa
- Camps del Soler de Bertí
- Camps del Traver

### Cingleres
Cingles de Bertí
|
- Cingles de l'Onyó

### Colls, collades, graus i passos
- Collet de Can Tripeta
- Grau de les Escaletes
- Collet de la Feu
- Grau Mercader
- Grau de Montmany
- Coll de Nou
- Collet de les Pereres
- Grauet de Quintanes
- Collet del Soler
- Grau del Traver
- Collet de l'Ullar
- Grauet de l'Ullar

### Corrents d'aigua (barrancs, canals, llaus, rases, rius i torrents)
- Sot dels Arços
- Torrent de Bertí[2]
- Torrent del Bosc Negre
- Torrent de Cal Mestret
- Torrent de la Font del Boix
- Torrent del Gat
- Torrent del Mas Bosc
- Torrent de Puigfred
- Torrent de les Roquetes
- Torrent del Sot de la Font Llòbrega
- Sot de les Taules
- Torrent del Sot del Grau
- Torrent del Traver
- Torrent de l'Ullar

### Diversos (indrets i partides)
- Bellver[9]
- La Bruguera
- La Cauma
- Punta del Cèntim
- Plaça dels Cèntims
- Les Escaletes
- El Gatosar
- Mirador del Sot del Grau
- Miranda dels Frares
- La Vinyota

### Entitats de població
- Bertí[10]

### Masies (pel que fa al territori)
- Bernils[5]
- Can Borra
- Can Canel·la
- Can Carrau
- La Casanova
- La Caseta
- El Clascar
- Ca l'Escolà
- Ca l'Esmolet
- La Feu
- Cal Magre[13]
- Cal Mestret[14]
- Can Niolda
- L'Onyó
- Puigciró
- Cal Quitzo
- Cal Regàs
- Can Rellamat
- Can Rombella
- Cal Rosso
- Can Saloma
- La Serra
- El Soler de Bertí
- El Sot del Grau
- El Traver
- L'Ullar
- Can Volant

### Muntanyes
- Puig Ciró
- Puig Descalç
- Turó de l'Onyó
- Turó de les Onze Hores
- Puigfred
- Putjota Gran
- Putjota Petita
- Turó de l'Ullar

### Obagues
- Baga de Cal Magre
- Baga de Fontguineu
- Baga del Mas Bosc
- Obaga Negra
- Baga de Sant Miquel
- Baga del Traver

### Planes
- Pla de Bernils[5]
- Pla dels Gats
- Pla del Lledoner
- Pla de la Serra

### Salts d'aigua
- Salt de Llòbrega
- Cascada de Roca Gironella
- Salt d'aigua del Rossinyol
- Salt d'aigua del Torrent del Gat

### Serres
- Serrat del Colomer
- Serrat de les Escorces
- Serra del Magre
- Serrat de l'Onyó
- Serrat de Querós
- Serrat del Soler

### Solanes
- Solell de Cal Magre
- Solella de Cal Quitzo
- Solella del Clascar
- Solella Gran[15]
- Solella de la Rovira
- Solell del Soler
- Solella del Traver

### Sots
- Sot dels Arços
- Sot de Bernils[5]
- Sot de Bertí[16]
- Escletxot de Can Volant
- Sot del Colomer
- Sot del Fandracs
- La Feu del Torres
- Sot de Querós
- Torrent del Sot del Grau
- Sot de les Taules
- Sot de l'Ullar

### Vies de comunicació
- Camí de Bellavista Nova
- Camí del Mas Bosc
- Camí de les Roquetes
- Camí de Sant Pere de Bertí
- Camí del Soler de Bertí
- Camí del Sot del Grau
- Camí del Traver
- Camí de l'Ullar